# Grappenhall and Thelwall
Grappenhall and Thelwall est une paroisse civile de Warrington, dans le comté de Cheshire, en Angleterre. En 2001, elle compte 9 377 habitants.
La paroisse a été fondée à peu près sous sa forme actuelle en 1936, alors que la paroisse civile de Thelwall est fusionnée à celle de Grappenhall.